# 1ª Divisão 1953 (hockey su pista)
La 1ª Divisão 1953 è stata la 15ª edizione del torneo di primo livello del campionato portoghese di hockey su pista. La manifestazione fu disputata tra il 15 luglio e il 7 dicembre 1953. Il titolo è stato conquistato dal Paço de Arcos per la settima volta nella sua storia.

## Stagione

### Formula
La 1ª Divisão 1953 vide ai nastri di partenza venti club divisi in due gironi; ogni girone fu organizzato con un girone all'italiana, con gare di andata e ritorno. Erano assegnati tre punti per l'incontro vinto e due punti a testa per l'incontro pareggiato, mentre ne era attribuito uno solo per la sconfitta. Al termine della prima fase le prime quattro squadre di ogni gruppo si qualificarono alla fase finale; la vincitrice venne proclamata campione del Portogallo.

## Prima fase

### Regional do Norte
|  | Pos. | Squadra                  | Pt | G  | V  | N | P  | GF  | GS  | DR   |
|  | ---- | ------------------------ | -- | -- | -- | - | -- | --- | --- | ---- |
|  | 1.   | Infante de Sagres        | 52 | 18 | 17 | 0 | 1  | 139 | 25  | +114 |
|  | 2.   | Académica                | 51 | 18 | 16 | 1 | 1  | 96  | 35  | +61  |
|  | 3.   | Sanjoanense              | 39 | 18 | 9  | 3 | 6  | 70  | 55  | +15  |
|  | 4.   | Estrela                  | 36 | 18 | 8  | 2 | 8  | 76  | 71  | +5   |
|  | 5.   | Carvalhos                | 34 | 18 | 7  | 2 | 9  | 65  | 56  | +9   |
|  | 6.   | Espinho                  | 34 | 18 | 7  | 2 | 9  | 70  | 84  | -14  |
|  | 7.   | Educação Fisica Do Norte | 33 | 18 | 6  | 3 | 9  | 72  | 73  | -1   |
|  | 8.   | Paco de Rei              | 33 | 18 | 6  | 3 | 9  | 52  | 68  | -16  |
|  | 9.   | Escola Livre             | 29 | 18 | 4  | 3 | 11 | 50  | 97  | -47  |
|  | 10.  | Cdup                     | 19 | 18 | 0  | 1 | 17 | 18  | 144 | -126 |

Legenda:
  Qualificata alla fase finale.
      Retrocesse in 2ª Divisão 1954.
Note:
Tre punti a vittoria, due a pareggio, uno a sconfitta.

### Regional do Sul
|  | Pos. | Squadra          | Pt | G  | V  | N | P  | GF  | GS  | DR  |
|  | ---- | ---------------- | -- | -- | -- | - | -- | --- | --- | --- |
|  | 1.   | Benfica          | 53 | 18 | 17 | 1 | 0  | 114 | 29  | +85 |
|  | 2.   | Paço de Arcos    | 47 | 17 | 14 | 2 | 1  | 124 | 48  | +76 |
|  | 3.   | Campo de Ourique | 43 | 17 | 13 | 0 | 4  | 102 | 43  | +59 |
|  | 4.   | Sintra           | 41 | 18 | 11 | 1 | 6  | 74  | 50  | +24 |
|  | 5.   | Cuf              | 37 | 18 | 9  | 1 | 8  | 56  | 76  | -20 |
|  | 6.   | CF Benfica       | 31 | 18 | 5  | 3 | 10 | 53  | 62  | -9  |
|  | 7.   | Cascais          | 30 | 18 | 5  | 2 | 11 | 44  | 84  | -40 |
|  | 8.   | Mundet           | 29 | 18 | 5  | 1 | 12 | 64  | 114 | -50 |
|  | 9.   | Sporting Oeiras  | 25 | 18 | 3  | 1 | 14 | 39  | 93  | -54 |
|  | 10.  | Amadora          | 20 | 18 | 0  | 2 | 16 | 40  | 110 | -70 |

Legenda:
  Qualificata alla fase finale.
      Retrocesse in 2ª Divisão 1954.
Note:
Tre punti a vittoria, due a pareggio, uno a sconfitta.

## Fase finale
|  | Pos. | Squadra           | Pt | G  | V  | N | P  | GF | GS | DR  |
|  | ---- | ----------------- | -- | -- | -- | - | -- | -- | -- | --- |
|  | 1.   | Paço de Arcos     | 26 | 14 | 12 | 2 | 0  | 67 | 34 | +33 |
|  | 2.   | Campo de Ourique  | 19 | 14 | 8  | 3 | 3  | 43 | 29 | +14 |
|  | 3.   | Benfica           | 18 | 14 | 8  | 2 | 4  | 60 | 43 | +17 |
|  | 4.   | Infante de Sagres | 18 | 14 | 8  | 2 | 4  | 44 | 28 | +16 |
|  | 5.   | Sintra            | 13 | 14 | 6  | 1 | 7  | 41 | 25 | +16 |
|  | 6.   | Académica         | 10 | 14 | 4  | 2 | 8  | 32 | 45 | -13 |
|  | 7.   | Estrela           | 7  | 14 | 3  | 1 | 10 | 32 | 56 | -24 |
|  | 8.   | Sanjoanense       | 1  | 14 | 0  | 1 | 13 | 23 | 82 | -59 |

Legenda:
      Campione del Portogallo.
Note:
Due punti a vittoria, uno a pareggio, zero a sconfitta.